# Sabika bint Ibrahim Al Khalifa
Sheikha Sabika bint Ibrahim Al Khalifa este prima soție a Regelui Bahrainului Hamad bin Isa al Khalifa și mama a prințului moștenitor Sheikh Salman bin Hamad Al-Khalifa. Ca șef al Consiliului Suprem pentru femei din Bahrain, ea este profund implicată în responsabilizarea femeii în lumea arabă. Ea, de asemenea, patronează "Societatea pentru femei și copii", în Bahrain.